# Liste der Monuments historiques in Doulcon
Die Liste der Monuments historiques in Doulcon führt die Monuments historiques in der französischen Gemeinde Doulcon auf.

## Liste der Objekte
| Bezeichnung | Beschreibung                              | Standort                       | Kennzeichnung | Schutzstatus | Datum | Bild |
| ----------- | ----------------------------------------- | ------------------------------ | ------------- | ------------ | ----- | ---- |
| Patene      | Silber, vergoldet, zwischen 1780 und 1793 | in der Kirche St-Pierre (Lage) | PM55001824    | Classé       | 1993  |      |